# L’Âme Immortelle
L'Âme Immortelle (с фр. — «бессмертная душа», /lɑm i.mɔʁ.tɛl/) — австрийская группа, совмещающая в своей музыке электронику и готику. Ранние записи группы тяготели к электронным жанрам EBM и darkwave, на поздних же звучание сместилось в сторону тяжёлого немецкого индастриала (Neue Deutsche Härte).

## История
Группа была основана в Австрии в 1996 году двумя друзьями — Томасом Райнером и Хансом Медвеничем. Вскоре бывшая одноклассница Томаса, Соня Краусхофер, присоединилась к группе, и LAI заключили контракт со звукозаписывающей компанией. Они выпустили свой первый альбом «Lieder die wie Wunden bluten» («Песни, что кровоточат, как раны») в 1997 на лейбле MOS Records в Лихтенштейне, который стал популярен в немецком готическом андеграунде. В 1999 LAI перешли на лейбл «Trisol Records». До 2002 года было выпущено ещё два альбома, каждый из которых приносил коллективу ещё больше популярности. В 2002 году группу покинул Ганс. Томас и Соня вскоре нашли нового гитариста, Эшли Дэёр, и в ноябре 2002 переформированная группа выпустила сингл «Tiefster Winter» («Глубокая зима»). В 2003 году группа выпускает альбом «Als die Liebe starb» («Когда умерла любовь»), а также «Seelensturm» («Шторм души») — коллекцию переработанного раннего материала.
В 2004 году группа опять меняет лейбл, на этот раз на GUN-Supersonic, который является подразделением Sony BMG Music Entertainment. Первым синглом на новом лейбле стала совместная работа с немецкой группой OOMPH! «Brennende Liebe» («Горящая любовь») (выпущен как «OOMPH! feat. L'Âme Immortelle»); на сингл был также снят клип, в котором появились LAI. После этого, L'Âme Immortelle выпустили новый альбом «Gezeiten» («Приливы и отливы»), который включал также некоторые популярные песни группы, как «5 Jahre» («5 лет»), «Stumme Schreie» («Немой крик») и «Fallen Angel» («Павший ангел»). Причиной такой резкой смены стиля, очевидно, стал переход на новый лейбл: заметные элементы электронной музыки ранних работ практически отсутствуют в альбоме «Gezeiten» («Приливы»).
В августе 2006 года одновременно с синглом «Phönix» («Феникс») был выпущен альбом «Auf deinen Schwingen» («На твоих крыльях»), который содержит такие песни как «Wohin» («Куда») — песня с тем же текстом, что и другая знаменитая работа LAI под названием «Aus den Ruinen» («Из руин») — и «Nur Du» («Только ты»), новое звучание которой полностью отличается от ранней работы L'Âme Immortelle. Клипом для этой песни стал мультфильм, что необычно для группы.
22 июня 2007 L'Âme Immortelle выпустили собрание лучшего материала под названием «10 Jahre» («10 лет»). Этот альбом демонстрирует лучшие моменты их карьеры, а также содержит два эксклюзивных трека «No tomorrow» («Завтра не будет») и «Come closer» («Подойди ближе»), которые доступны для свободного прослушивания в их профиле на портале MySpace.
25 января 2008 был выпущен новый альбом «Namenlos» («Безымянный»).
7 января 2022 вышел новый студийный альбом «In Tiefem Fall» («В глубоком падении»). Продюсером альбома выступил Jan-Krischan Wesenberg (Rotersand).

## Сольные проекты
В 2000 году Томас Райнер совместно с Joachim Sobczak выпускает свой первый альбом «Gesellschaft:Mord» («Компания: Убийство») под именем «Siechtum» («Немощь»). В 2001 были также выпущены «Diagnose:Zeit» («Диагноз: Время») и «Kreuz:X:Feuer» («Крест: X: Пожар»).
В 2007 году Томас выпускает свой новый альбом под псевдонимом Nachtmahr, первым альбомом которого стал «Kunst ist Krieg» («Искусство — это война»).
Соня Краусхофер вместе с группой Persephone возвращается с четвёртым альбомом. После нескольких релизов на лейбле Trisol (в 2002 «Home» («Начало»), в 2004 «Atma Gyan» и «Mera Sangeet Kho Gaya») новый альбом «Letters to a stranger» будет выпущен на лейбле Curzweyhl.

## Дискография
- 1996 — Lieder die wie Wunden bluten (демо)
- 2003 — Seelensturm (неизданное, демозаписи и ремиксы)
- 2003 — Disharmony — Live! (DVD+CD)
- 2008 — Jenseits der Schatten (DVD+CD)

### Альбомы
- 1997 — Lieder die wie Wunden bluten
- 1998 — In einer Zukunft aus Tränen und Stahl
- 1999 — Wenn der letzte Schatten fällt
- 2001 — Dann habe ich umsonst gelebt
- 2003 — Als die Liebe starb
- 2004 — Gezeiten
- 2006 — Auf Deinen Schwingen
- 2008 — Namenlos
- 2008 — Durch Fremde Hand
- 2012 — Momente
- 2014 — Drahtseilakt
- 2018 — Hinter Dem Horizont
- 2022 — In tiefem Fall

### Синглы
- 2000 — Epitaph
- 2001 — Judgement
- 2002 — Tiefster Winter
- 2004 — 5 Jahre
- 2004 — Stumme Schreie
- 2005 — Fallen Angel
- 2006 — Dein Herz
- 2006 — Phönix
- 2006 — Nur Du

### Сборники
- 2007 — 10 Jahre — Best Of
- 2008 — Best of Indie Years

### Эксклюзивные издания
- 1999 — Tour-CD (500 экземпляров)
- 2002 — Zwielicht (аудио и видео CD; 1000 экземпляров)